# Polyrhachis vermiculosa
Polyrhachis vermiculosa é uma espécie de formiga do gênero Polyrhachis, pertencente à subfamília Formicinae.